# Lasius lasioides
Lasius lasioides (лат.) — вид муравьёв рода Lasius из подсемейства Formicinae (семейства Formicidae).

## Описание
Мелкие муравьи (менее 5 мм) буроватого цвета. Голова, мезосома, брюшко, бёдра и голени от тёмно- до средне-коричневых; область голенно-бедренного сустава, скапус и (часто) передний край наличника светло-желтовато-коричневые. От близких видов, таких как Lasius brunneus и Lasius silvaticus он может быть отделен меньшей шириной головы, более длинным скапусом усиков и большим торуло-клипеальным расстоянием.
Lasius lasioides, по-видимому, зависит от наличия деревьев. Он населяет различные типы широколиственных или хвойных лесов, как с закрытыми пологами, так и с более открытыми насаждениями, а также в городских районах, садах, пастбищах и обочинах дорог, по крайней мере, с несколькими разбросанными деревьями. Гнёзда могут быть найдены под корой деревьев, на земле в мёртвых стволах или под камнями. Их поведение похоже на Lasius brunneus: они неагрессивные, убегающие от опасности, предпочитают ходы в расщелинах коры или других поверхностных структурах. Развитие крылатых половых особей неодинаково на всем ареале в зависимости от широты и высоты. Брачный лёт крылатых самок и самцов происходит в основном с мая по июль. С 30 апреля по 29 июля произошло 11 наблюдений крылатых, из них 10 до 8 июля.

## Классификация
Включён в состав комплекса видов Lasius brunneus из номинативного подрода Lasius, морфологически близок к виду Lasius brunneus. Вид был впервые описан в 1869 году итальянским мирмекологом Карлом Эмери по материалам из Италии под названием Prenolepis lasioides Emery, 1869. В дальнейшем он включался в состав разных родов (Lasius, Donisthorpea, Formicina, Acanthomyops), а его статус рассматривался или синонимом или подвидом других видов (Lasius alienus, Lasius brunneus, Lasius niger).

## Распространение
Встречаются в Западной Палеарктике. Основной ареал простирается от Испании до Турции и Сирии, и от Франции (43.5° N) и Италии (44.6° N) до Марокко (30.8°N, 8,8° W). В Турции на высотах до 2300 м и в Марокко до 2240 м. Отмечен в Грузии, Израиле и Иране.